# Scinax similis
Scinax similis är en groddjursart som först beskrevs av Cochran 1952.  Scinax similis ingår i släktet Scinax och familjen lövgrodor. IUCN kategoriserar arten globalt som livskraftig. Inga underarter finns listade i Catalogue of Life.